# Juncus cooperi
Juncus cooperi är en tågväxtart som beskrevs av Georg George Engelmann. Juncus cooperi ingår i släktet tåg, och familjen tågväxter. Inga underarter finns listade i Catalogue of Life.